# الشيخ والبحر
الشيخ والبحر أو العجوز والبحر (بالإنجليزية: The Old Man and the Sea) هي رواية من تأليف الكاتب الأمريكي إرنست همينغوي قام بتأليفها في هافانا، كوبا في عام 1952 وكانت إحدى روائعه إلى جانب وداعًا للسلاح وثلوج كلمنجارو وغيرها. حاز إرنست همينغوي بفضل العجوز والبحر على جائزة نوبل في الأدب وجائزة بوليتزر الأمريكية «لأستاذيته في فن الرواية الحديثة ولقوة أسلوبه كما يظهر ذلك بوضوح في قصته الأخيرة العجوز والبحر» كما جاء في تقرير لجنة نوبل.

## القصة
سانتياغو صيّاد مُسِنّ، لم يُصِب سمكة واحدة منذ أربعة وثمانين يومًا، حتى صار يُوصَف بين أهل البحر بأنه «سالاو»، أي بالغ الحظ العاثر. مانولين، الغلام الذي تتلمذ على يديه، أُجبر من قِبَل والديه على تركه والعمل على متن قارب آخر أوفر رزقًا. ومع ذلك، ظلّ مانولين يواسي شيخه، فيوافيه كل صباح ومساء، يساعده في إعداد عدّته، ويجلب له الطعام. يتجاذبان أطراف الحديث عن البيسبول وجو ديماجيو، ثم ينصرف الفتى، ويغفو سانتياغو غارقًا في أحلام صباه ومشاهد شبابه الذاهب.
في اليوم الخامس والثمانين، استيقظ سانتياغو مبكرًا، وامتطى زورقه عازمًا على الإبحار بعيدًا إلى أعماق تيار الخليج. لم يصطد شيئًا في الصباح سوى سمكة تونة بيضاء صغيرة، قبل أن يعلق بخيطه مارلين هائل الحجم. كانت السمكة أثقل من أن تُسحب إلى داخل القارب، فبدأت تجرّ الزورق نحو عرض البحر. ظلّ سانتياغو متمسكًا بالحبل طوال الليل، وراح يأكل من التونة البيضاء مع شروق الشمس. وعندما وقعت عيناه لأول مرة على المارلين، رآه أطول من الزورق نفسه. بدأ يُبدي تجاه السمكة إعجابًا خالصًا، واحترامًا صامتًا، بل وشفقة نادرة تجاه خصم نبيل.
مع مغيب شمس اليوم الثاني، أغمض الشيخ عينيه قليلًا ونام، حتى أفزعه اضطراب السمكة وهي تنتفض في الماء، لكنه استعاد توازنه. وفي صباح اليوم الثالث، بدأت المارلين تدور في حلقات حول الزورق. منهكًا، شبه مُغَيَّب، تمكّن سانتياغو أخيرًا من أن يجذبها إليه، وطعنها بحربون. ثم ربطها بجانب زورقه، نصرًا مشوبًا بالتعب والجراح.
لكن رائحة الدم استدعت قرش خدال من الأعماق، فانقضّ على المارلين والتهم منها ما يقارب أربعين رطلًا. قتل سانتياغو القرش، لكنه فقد حربون الصيد. فربط سكينًا بطرف المجذاف، وجعل منه رمحًا بديلًا، ونجح في قتل ثلاثة قروش أخرى، إلى أن انكسر نصل السكين. وسْط الغضب واليأس، راح يلعن نفسه لأنه أبحر بعيدًا، ثم اعتذر من جسد المارلين المشوّه، وكأنه يعتذر من رفيق عزيز خانه القدر.
مع غروب الشمس، هاجمته قرشان آخران، فتصدّى لهما بعصاه، غير أن المارلين كان قد أُكِل نصفه. وفي الليلة الثالثة، هجمت عليه مجموعة من القروش، ولم تُبقِ من السمكة شيئًا سوى عظامها البيضاء. عاد سانتياغو إلى اليابسة، مُنهكًا حدّ الانهيار، وترك الهيكل العظمي مربوطًا إلى قاربه.
في الصباح، بكى مانولين حين رأى حال الشيخ، فجاءه بالقهوة وجلس إلى جانبه حتى استيقظ. أصرّ الغلام على أن يرافقه بعد اليوم في رحلاته القادمة. وحين قاس أحد الصيادين الهيكل، وجد أن طول المارلين بلغ ثمانية عشر قدمًا، فيما ظنّ سائحان أن الهيكل العظمي يعود لسمكة قرش. أما سانتياغو، فعاد إلى فراشه في كوخه المتواضع، وأغلق عينيه. وفي نومه رأى الأسود مجددًا، على شواطئ أفريقيا البعيدة.

## الشخصيات
- الشيخ/العجوز سانتياغو : بطل الرواية، صياد عجوز مكافح، يجسد الصبر والمثابرة.
- الفتى (الغلام/المساعد) : الصبي الصغير المتعلق بالعجوز، ساعده سابقًا لكنه ابتعد بأمر أسرته.
- السمكة الكبيرة (المارلين) : خصم العجوز في البحر، رمز الحلم والقدر والمعاناة.
- أسماك القرش : تمثل المصاعب والمخاطر التي تهاجم العجوز في طريق عودته، تقضم حلمه.
- السائحة : تظهر في نهاية الرواية، تعجب بجمال هيكل السمكة دون أن تعرف القصة خلفها.
- النادل : يجيب السائحة عن السمكة في مشهد ختامي

## السياق
كانت رواية «الشيخ والبحر» سادس رواية كبرى لإرنست همنغواي، بعد رواياته: «الشمس تشرق أيضاً» (1926)، و«وداعًا للسلاح» (1929)، و«لمن تقرع الأجراس» (1940)، و«عبر النهر وبين الأشجار» (1950). وعلى الرغم من أن الرواية الأخيرة، التي نُشرت في 7 سبتمبر، قد باعت 75,000 نسخة في شهرها الأول وبقيت على قائمة الكتب الأكثر مبيعًا في صحيفة نيويورك تايمز لمدة 21 أسبوعًا، إلا أن استقبال النقاد لها كان سلبيًا إلى حد كبير.
في خضم تدهور علاقته الزوجية مع زوجته ماري، ازداد انجذاب همنغواي إلى ملهمته، الشابة الإيطالية أدريانا إيفانتشيش، التي قضت شتاء 1950-1951 برفقة عائلة همنغواي في كوبا. وفي ديسمبر من ذلك العام، وبعد فترة من جمود الكتابة، استعاد همنغواي قدرته على الكتابة، فأنهى كتابًا نُشر لاحقًا في عام 1970 بعنوان «جزر في التيار»، وكان ينوي أن يكون جزءًا من «ثلاثية البحر». ومع فتور علاقته بإيفانتشيش، شرع في كتابة قصة أخرى.
يُذكر أن مرشدًا كوبيًا يُدعى كارلوس غوتييريز، كان قد روى لهمنغواي في منتصف ثلاثينيات القرن العشرين قصةً عن صياد عجوز وسمكة مارلين ضخمة، أعاد همنغواي سردها لاحقًا في مقال بعنوان «في المياه الزرقاء: رسالة من تيار الخليج» في مجلة «إسكواير».[4] ووفقًا لماري كروز، يُرجح أن القصة قد رواها للمرة الأولى الكاتب الكوبي رامون ميزا إي سواريث إنكلان عام 1891، ثم تناقلها الصيادون الكوبيون طوال الأربعين عامًا التالية.
تأثر همنغواي أيضًا بتجاربه الشخصية في تيار الخليج، حيث قضى آلاف الساعات في الإبحار هناك على مدار عقود قبل كتابته للرواية. وكان يهوى صيد الأسماك الضخمة وشارك في عدة مسابقات وفاز بها، كما أصبح هاويًا مهتمًا بعلم الأحياء البحرية، حيث دعا علماء مثل هنري ويد فاولر وتشارلز كادوالادر إلى تسجيل وتصنيف ما يصطاده على متن قاربه «بيلار». وخلال شهر واحد فقط، وبفضل مهارات همنغواي في الصيد والإبحار، تمكن عالم الأسماك فاولر من إعادة تصنيف أسماك المارلين في شمال الأطلسي.
بعد أن أجل فكرة تحويل القصة إلى رواية طوال 16 عامًا، وجد همنغواي نفسه يكتب بوتيرة عالية، وصلت إلى ألف كلمة يوميًا، أي ضعف سرعته المعتادة.[7] ورغم شعوره ببعض القلق إثر مغادرة إيفانتشيش في 7 فبراير 1951، كان قد أكمل الرواية فعليًا بحلول 17 فبراير. وكانت زوجته ماري، التي اعتادت قراءة ما يكتبه كل مساء، قد علّقت بأنها باتت مستعدة لمسامحته على كل ما فعله من أمور مزعجة.[8] وقد فوجئ همنغواي نفسه بجودة هذه القصة البسيطة، التي كتبها خلال ستة أسابيع فقط. وخلال الأشهر التالية، أرسل نسخًا منها إلى أصدقائه وناشريه، بمن فيهم الناشر تشارلز سكريبنر وصديقه إيه. إي. هوتشنر، وجميعهم أعجبوا بها كثيرًا.
احتُفظ بالمخطوطة التي بلغ عدد كلماتها 26,531 كلمة لمدة عام تقريبًا، وخلال ذلك الوقت، ازداد إصرار همنغواي على نشرها منفردة بدلًا من أن تكون جزءًا من «ثلاثية البحر».[10] وقد شجعه في ذلك كل من ليلاند هايوارد ووالاس ماير، وقد أبدى سعادة بالغة عندما تمكن هايوارد من تأمين نشر الرواية كاملة في عدد واحد من مجلة «لايف» في مايو 1952. وكتب همنغواي إلى ماير معبرًا عن رغبته في رفض الفكرة القائلة إنه ينبغي له فقط كتابة روايات ضخمة من طراز «الحرب والسلام» أو «الجريمة والعقاب».[11]
رفض همنغواي التصاميم الأولية لغلاف الكتاب التي اقترحها ناشره «تشارلز سكريبنر أند سونز»، وطلب من إيفانتشيش رسم مجموعة من الرسومات وجدها أكثر ملاءمة.[12] وكان ينوي في البداية إهداء الكتاب إلى زوجته ماري وقاربه «بيلار»، لكنه غيّر رأيه في يوم الذكرى (Memorial Day) بعدما استذكر أصدقاءه الذين فقدهم؛ وقد تقبلت ماري الأمر بسخاء، ووافقت على الإهداء الجديد للناشر سكريبنر وماكس بيركنز.[13]
سارت الأمور ببطء لكن بشكل إيجابي خلال صيف ذلك العام، حيث نشر وليام فوكنر، خصم همنغواي القديم، مراجعة إيجابية للغاية للرواية، وانتشرت شهرتها بين القراء، لدرجة أن نسخ مجلة «لايف» وطبعة سكريبنر تعرّضت للقرصنة بشكل واسع.[14]
طرحت مجلة «لايف» عددها الخاص بعيد العمال في الأول من سبتمبر 1952، وكان يتضمن أول نشر لرواية «الشيخ والبحر»، وحققت مبيعات قياسية بلغت 5.3 مليون نسخة خلال يومين فقط. كما بلغت مبيعات الطبعة الأميركية لدار سكريبنر والطبعة البريطانية لدار «جوناثان كيب» 70,000 نسخة، وبلغ متوسط المبيعات الأسبوعية المشتركة في البلدين 5,000 نسخة، وظلت الرواية على قائمة الكتب الأكثر مبيعًا في صحيفة نيويورك تايمز لمدة 26 أسبوعًا، وتمت ترجمتها إلى تسع لغات مع بداية عام 1953.[15]

## الرمزية
تصور الرواية الصراع بين الإنسان وقوى الطبيعة وجسده في بطلها العجوز "سانتياجو" مع أسماك القرش المتوحشة والسمكة الكبيرة الجبارة في البحر. فحين قراءتك للرواية التي تميزت بخبرات واقعية بعالم البحر. يظهر لك قوة الإنسان وتصميمه وعزمة على نيل أهدافه والوصول إلى ما يصبوا إليه وإمكانية انتصاره على قوى الشر والطبيعة وفقا لمقولته المشهورة " الإنسان يمكن هزيمته، لكن لا يمكن قهره " الذي ينشرُ على الظلام
الرجل العجوز والبحر يروي معركة ملحمية بين قديمة والصيادين من ذوي الخبرة ومارلن العملاقة ان يكون الصيد الأكبر من حياته. فإنه يفتح من قبل، موضحا ان الصياد الذي يدعى سانتياغو، قد ذهب 84 يوما من دون أي اصطياد الأسماك على الإطلاق. فهو على ما يبدو حتى يحالف الحظ أن تلميذه الشاب، Manolin، وقد حرم من والديه للإبحار مع رجل يبلغ من العمر، وصدرت الاوامر إلى الأسماك مع الصيادين أكثر نجاحا. لا تزال مكرسة لرجل يبلغ من العمر، ومع ذلك، فإن الصبي الزيارات سانتياغو في كوخ في كل ليلة، واحالة العودة معدات الصيد له، له الطعام ومناقشة البيسبول الأمريكية—وعلى الأخص في سانتياغو المعبود، جو ديماجيو. سانتياغو Manolin يروي أنه في اليوم التالي، وقال انه المشروع بعيدا في الخليج للأسماك واثق من أن نزعته يحالف الحظ هو قرب نهايتها.
وبالتالي على والثمانين ليوم الخامس على التوالي، وسانتياغو، وتحدد وحدها، واضعا له قارب الآن في الخليج. وقال انه يضع خطوطه، وبحلول منتصف النهار من اليوم الأول، سمكة كبيرة انه متأكد من هو مارلن يأخذ الطعم. غير قادر على سحب في مارلن العظيمة، وسانتياغو بدلا من ذلك يجد له قارب سحب الأسماك. يومين وليلتين في تمرير هذا النحو، خلالها رجل يبلغ من العمر يحمل التوتر من خط مع جسده. رغم أنه أصيب بها في النضال والألم، وسانتياغو، يعبر عن تقديره لخصمه الوجدانية، وغالبا ما يشير إليه باعتباره شقيق. وهو يحدد أيضا أنه نظرا للأسماك كرامة عظيمة، أن أحدا لن نكون جديرين تناول مارلن.
في اليوم الثالث من هذه المحنة، ويبدأ في دائرة الأسماك ومركب شراعي صغير، مشيرا إلى التعب لرجل يبلغ من العمر. سانتياغو، الآن تماما تهالك وتقريبا في الهذيان، ويستخدم كل قوته في انه قد ترك له لسحب الأسماك إلى جانبها وطعن مارلن مع هاربون، منهية بذلك معركة طويلة بين الرجل البالغ من العمر والسمك عنيد.لارؤاترنتؤ
سانتياغو الأشرطة ومارلن إلى جانب رؤساء ومركب شراعي صغير له المنزل، والتفكير في ارتفاع سعر السمك سيجلب له في السوق، وكيف كثير من الناس انهم سوف يتللذون به.
سانتياغو في حين لا تزال له رحلة العودة إلى الشاطئ، وأسماك القرش تنجذب إلى درب الدم التي خلفتها مارلن في الماء. الأول، وهو كبير ماكو سمك القرش، وسانتياغو يقتل مع نظيره هاربون، ويفقد هذا السلاح في هذه العملية. وقال انه يجعل هاربون من جديد ضخم سكينته إلى نهاية مجذاف للمساعدة على درء السطر التالي من أسماك القرش ؛ في مجموعه، وقتل خمسة أسماك القرش وغيرها الكثير هي التي تحرك بعيدا. ولكن بحلول الليل، وأسماك القرش قد التهمت ما يقرب من مارلن في الذبيحة بأكملها، مما أسفر عن هيكل عظمي تتكون في الغالب من عموده الفقري، وذيله ورئيسها، وهذا الأخير لا يزال يحمل حربة العملاقة. رجل يبلغ من العمر توبخ التضحية بنفسه لمارلن. تصل في النهاية إلى الشاطئ قبل الفجر في اليوم التالي، الذي يناضل في الطريق إلى كوخه، تحمل الصاري ثقيلة على كتفه. مرة واحدة المنزل، وقال انه هبوط على سريره، ويدخل في نوم عميق جدا.
وكانت مجموعة من الصيادين جمع في اليوم التالي حول القارب حيث السمكة هيكل عظمي لا يزال مربوطا. أحد الصيادين التدابير أن يكون قدم ثمانية عشر من الأنف إلى الذيل. السياح في مقهى قريب عن طريق الخطأ أن أعتبر لسمك القرش. Manolin، قلق خلال رجل يبلغ من العمر مساعى والصياح عند العثور عليه نائما آمنة. الصبي يجلب له الصحف والقهوة. عندما يستيقظ الرجل البالغ من العمر، هم يعدون لصيد السمك معا مرة أخرى. عند عودته إلى النوم، وسانتياغو أحلام الأسود على الشاطئ الأفريقي.

## الاقتباسات السينمائية والتلفزيونية
عُرفت رواية الشيخ والبحر بعدد من الاقتباسات السينمائية والتلفزيونية، لعل أبرزها الفيلم الذي أُنتج سنة 1958 من بطولة سبنسر تريسي (سبنسر تريسي) وإخراج جون ستيرجس (John Sturges). وقد حاز هذا العمل اهتمامًا نقديًا ملحوظًا، ورُشّح لعدة جوائز أوسكار، من بينها جائزة أفضل ممثل. ورغم التحديات التي فرضها الطابع التأملي والرمزي للرواية، فإن هذا الاقتباس يُعد من أبرز المحاولات لنقل النص إلى الشاشة.
ومن بين الاقتباسات الأخرى البارزة، هناك إصدار تلفزيوني صدر سنة 1990 من بطولة أنتوني كوين، بالإضافة إلى نسخة رسوم متحركة صدرت عام 1999 أخرجها الروسي ألكسندر بيتروف باستخدام تقنية الرسم بالزيت على الزجاج. وقد نال هذا الفيلم القصير جائزة الأوسكار لأفضل فيلم رسوم متحركة قصير، واعتُبر تجربة بصرية متميزة تعكس البعد الرمزي والشاعري للرواية.

## وصلات خارجية
- الشيخ والبحر على موقع الموسوعة البريطانية (الإنجليزية)
- Rare, Unseen: Hemingway in Cuba—slideshow by Life magazine
- "Michael Palin's Hemingway Adventure: Cuba". بي بي إس. مؤرشف من الأصل في 2019-06-03. اطلع عليه بتاريخ 2006-01-21.